# آلبرت بتز
آلبرت بتز (آلمانی: Albert Betz؛ زاده ۲۵ دسامبر ۱۸۸۵ درگذشته ۱۶ آوریل ۱۹۶۸) یک فیزیک‌دان اهل آلمان بود.